# Dick Briel
Dick Briel (Leiden, 28 december 1950 – Rijswijk, 25 september 2011) was een Nederlands striptekenaar. Hij begon als tekenaar in de Nederlandse Disneystudio. Hij werd het meest bekend met de stripreeks Professor Palmboom, die hij tekende in een klare lijnstijl. Deze strip over een nieuwsgierige professor, Julius Palmboom, en zijn assistent Thomas Dibbet, verscheen voor het eerst in het stripweekblad Eppo in 1981. Deze strip werd ook vertaald naar het Frans en uitgegeven bij Glénat. Voor Mickey Maandblad maakte hij de komische strip Hulbert.
De verhalen zijn meestal sciencefiction, over lopende, op bloed beluste planten en roestgranaten.